# エリダヌス座イータ星
エリダヌス座η星は、エリダヌス座の恒星で4等星。

## 概要
準バリウム星とされる。典型的なバリウム星は主に白色矮星を伴星に持つが、この星には伴星は見つかっていない。レッドクランプに分類され、中心核ではヘリウム核融合で炭素と酸素が生成されており、周囲を水素核融合の殻が取り巻いている。

## 名称
η Eridani（略称はη Eri）。固有名アザー (Azha)は、アラビア語で「ダチョウの巣」を意味する udḥīy al-naʿām を由来としている。これは、ζ星、ρ2星、ρ3星、τ1~5星、くじら座ε星、π星によるアステリズムの名前であったものがη星の名前とされたものである。2016年9月12日に国際天文学連合の恒星の命名に関するワーキンググループ (Working Group on Star Names, WGSN) は、Azha をエリダヌス座η星の固有名として正式に承認した。